# Stazione di Fognano
La stazione di Fognano è una fermata ferroviaria posta sulla ferrovia Firenze-Faenza. È situata all'interno del paese di Fognano, frazione del comune di Brisighella.

## Storia
La fermata fu attivata il 9 gennaio 1887, con l'apertura del primo tratto della ferrovia, che qui terminava.

## Strutture e impianti
La fermata dispone di un fabbricato viaggiatori, adibito ad abitazione privata, di un altro corpo posto alla sua destra e di uno scalo merci, ormai inutilizzato. Esso era composto da un magazzino, da un piano caricatore e da due tronchini di raccordo, smantellati.

## Movimento
La stazione è servita da treni regionali svolti da Trenitalia nell'ambito del contratto di servizio stipulato con la regione Toscana.
A novembre 2019, la stazione risultava frequentata da un traffico giornaliero medio di circa 117 persone (49 saliti + 68 discesi).

## Servizi
La fermata è classificata da RFI nella categoria bronze.